# Montpezat-de-Quercy
Montpezat-de-Quercy là một xã của tỉnh Tarn-et-Garonne, thuộc vùng Occitanie, tây nam nước Pháp.

## Dân số
| 1962 | 1968 | 1975 | 1982 | 1990 | 1999 |
| --- | ---- | ---- | ---- | ---- | ---- |
| 1377 | 1448 | 1419 | 1407 | 1411 | 1378 |
| The numbers from 1962 on are Population sans doubles comptes (People not doubly counted), i.e. not counting those people already counted in another commune (such as students and military personnel). |      |      |      |      |      |